# 2e régiment de cuirassiers « reine » (régiment de cuirassiers poméranien)
Pour les articles homonymes, voir 2e régiment.

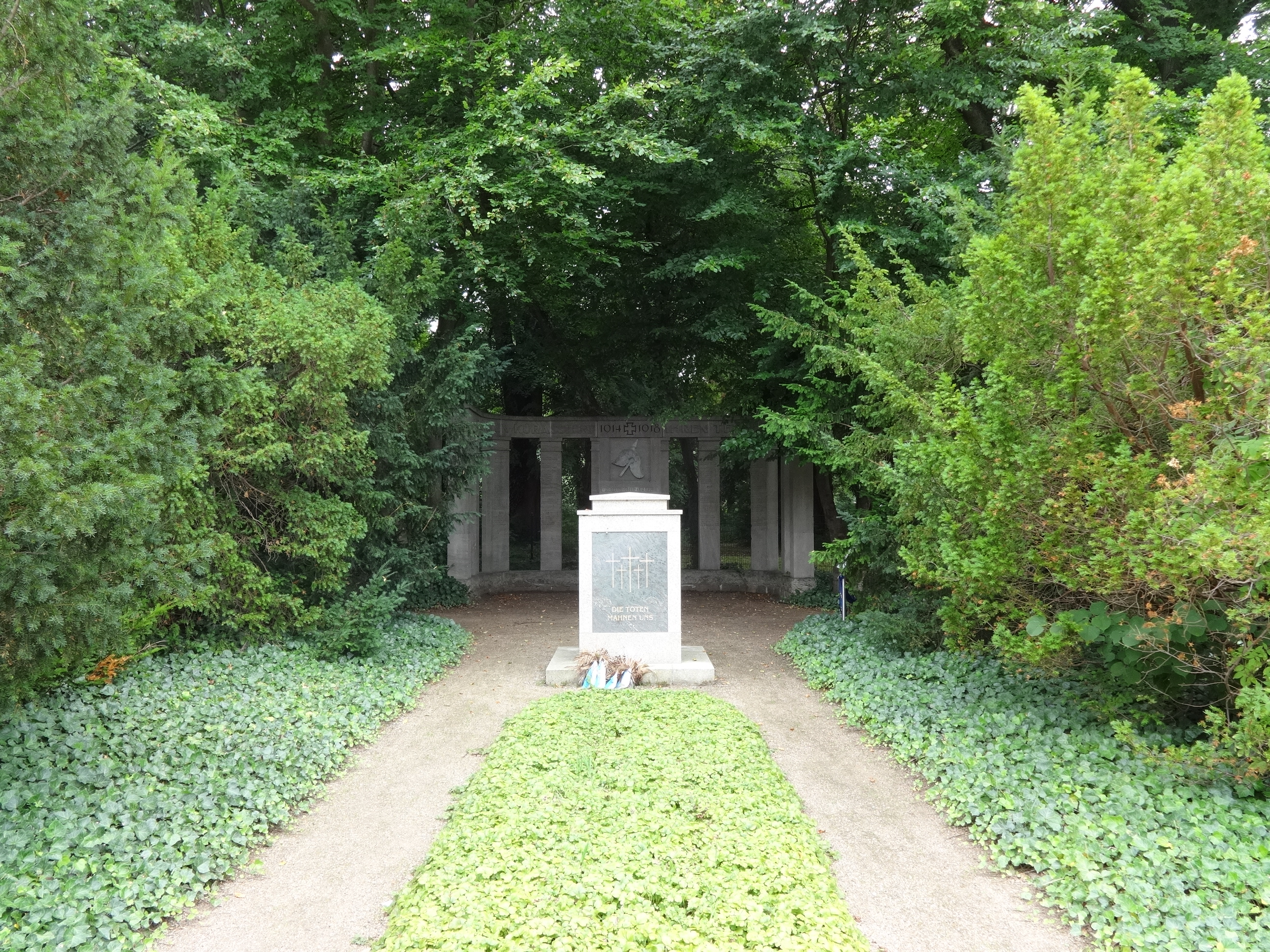
Monument du cuirassier à Pasewalk

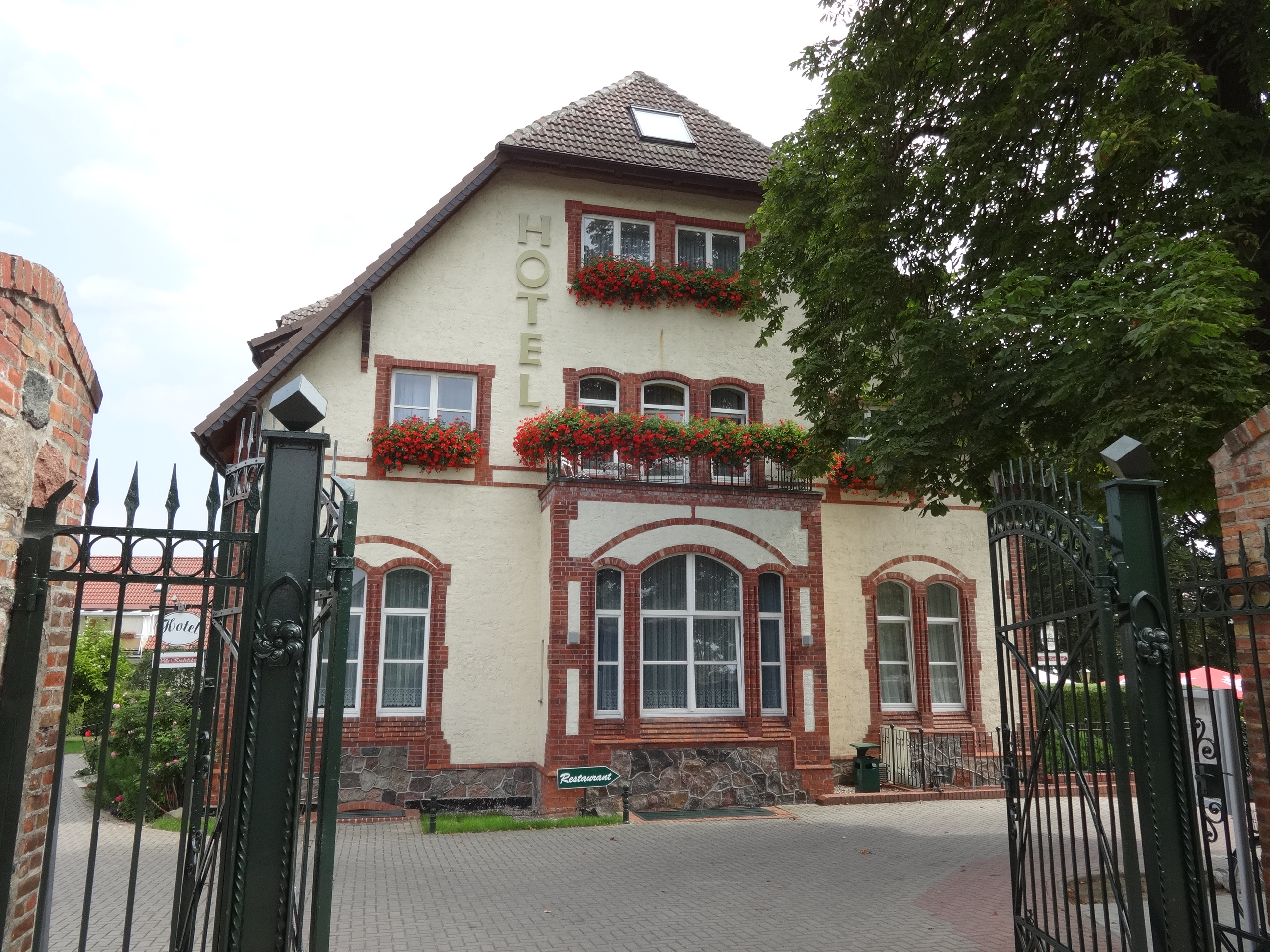
Maison du commandant à Pasewalk

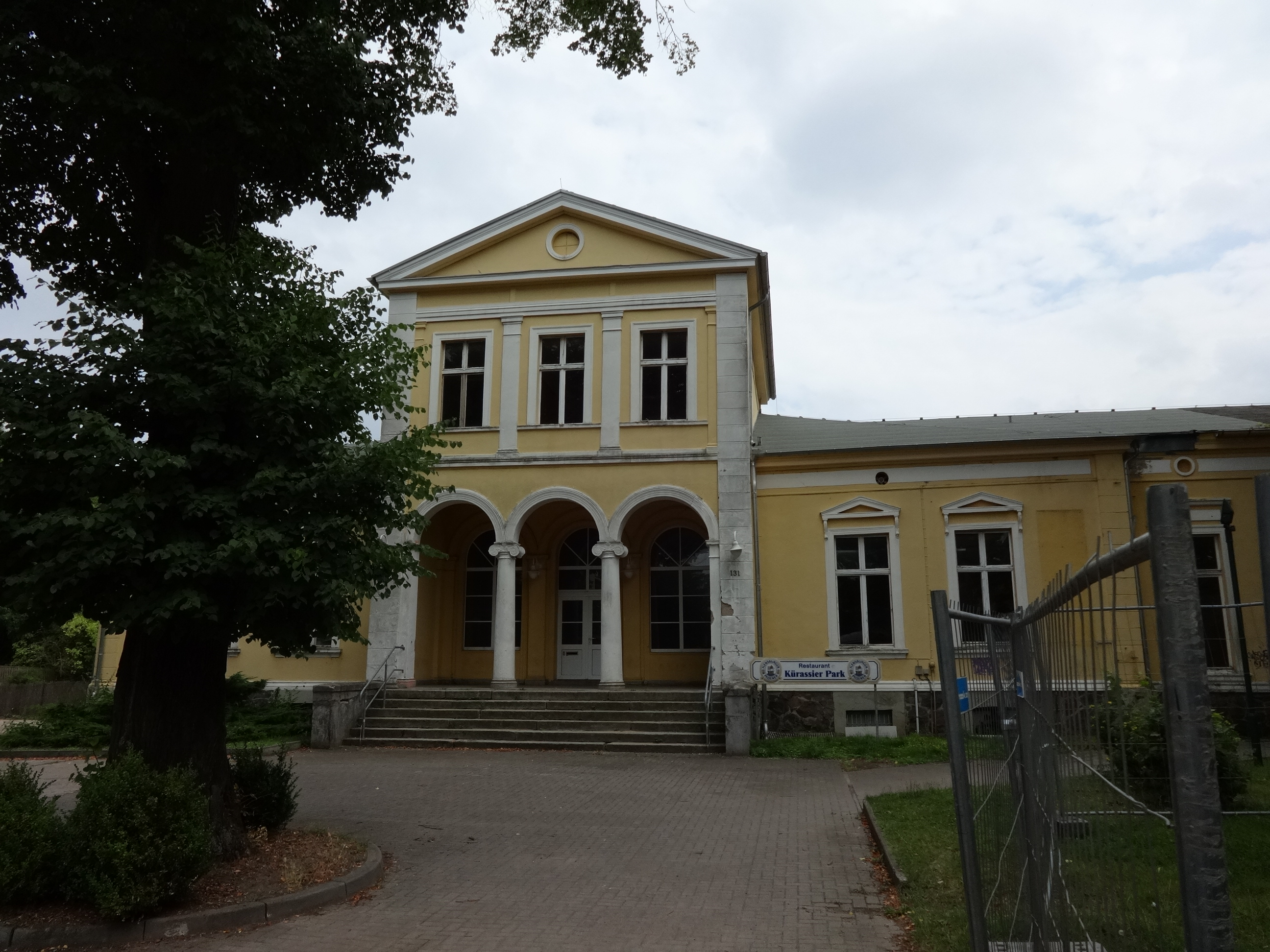
Mess des anciens officiers à Pasewalk

Le 2e régiment de cuirassiers « reine » (régiment de cuirassiers poméranien)  (Kürassier-Regiment „Königin“ (Pommersches) Nr. 2) est une unité militaire de cavalerie de l'armée prussienne. Il est fondé en tant que régiment de dragons et ne porte initialement que le nom du chef de régiment de l'ancienne armée prussienne (numérotation ultérieure D V). Il devient connu sous le nom de « Dragons de Bayreuth ». Le régiment est officiellement compté comme de la cavalerie lourde au XIXe siècle, ce classement est déjà dépassé en 1914. Le texte de la célèbre marche Der Hohenfriedberger («Auf, Ansbach-Dragoner! Auf, Ansbach-Bayreuth! ... ») chante à propos de ce régiment.

## Historique
Avec l'Ordre du cabinet du 2 avril 1717, quinze régiments à cheval reçoivent l'ordre de déployer des hommes et des sous-officiers pour constituer un nouveau régiment de dragons. Le 1er juin 1717, le nouveau régiment de Halberstadt est mis en service. Le Oberst Achaz von der Schulenburg (de) devient le premier chef du régiment. Au XVIIIe siècle, les régiments qui sont également liés économiquement à la direction portent le nom de leurs propriétaires. Puisque le régiment a des chefs successifs de l'aristocratie de Bayreuth, il est presque universellement appelé les « dragons de Bayreuth ». Le travail au régiment est effectué par les commandants qui sont :
Commandants sous Frédéric III de Brandebourg-Bayreuth
- Friedrich Wilhelm von Rochow
- 19 mai 1742:  Oberstleutnant comte Adam Joachim von Podewils (de)
- 15 septembre 1753:  Generalmajor David Hans Christoph von Lüderitz (de)
- 4 octobre 1756 : Generalmajor Christian Siegfried von Krosigk (de)
- 5 janvier 1758 : Generalmajor Hans Sigismund von Zieten (de)
- 18 septembre 1758:  Generalmajor Ehrentreich Friedrich von Aschersleben (de)
- 1760 : Generalmajor Christoph Karl von Bülow
- 9 février 1763 : Oberst Friedrich Wilhelm Lölhöffel von Löwensprung (de)

Après la mort du margrave Frédéric, le margrave Frédéric-Christian reprend le régiment.
- à partir de mai 1771 : Oberst Friedrich Wilhelm Lölhöffel von Löwensprung (de)
- 16 février 1780 : Oberst Maximilian von Mauschwitz (de)
- 16 mars 1782 : Oberst prince Louis-Frédéric de Wurtemberg

En 1806, la reine Louise de Prusse devient chef du régiment. Le régiment reçoit avec AKO du 5 mars 1806 le nom « Dragons de la reine ». Après la mort de la reine, l'AKO du 4 août 1810 détermine que le régiment s'appellera à jamais le régiment de la reine.
Il est donc appelé jusqu'au 5 novembre 1816 « Régiment de dragons reine ». Le 6 novembre 1816, il est renommé « 1er régiment de dragons (reine) », à partir du 28 mai 1819, il est reclassé en régiment de cuirassiers et s'appelle « 2e régiment de cuirassiers reine ». Il change de nom une dernière fois, le 4 juin 1860 en : « 2e régiment de cuirassiers reine (régiment de cuirassiers poméranien) ».

### Organisation en août 1914
2e corps d'armée à Stettin - Général commandant : général d'infanterie Alexander von Linsingen
3e division d'infanterie à Stettin - commandant : Generalleutnant Ferdinand von Trossel
3e brigade de cavalerie à Stettin - commandant : Generalmajor Otto von Unger
- Chef du régiment : l'impératrice Augusta-Victoria
- Commandant du régiment: 1913–1914 et 1919–1920 (Oberstleutnant 1914) Generalmajor Hans von Knobelsdorff (1866–1947)
- Garnison : Pasewalk

## Historique des garnisons, combats et batailles

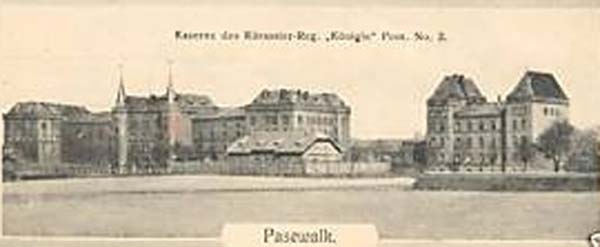
Caserne du régiment

Avec de brèves interruptions, le régiment est mis en garnison à Pasewalk (Poméranie occidentale) de 1721 à 1919, au XVIIIe siècle également à Gartz, Gollnow (jusqu'en 1763/71), Bahn (à partir de 1763/71), Treptow-sur-la-Tollense, Ueckermünde. Le système de canton introduit sous Frédéric-Guillaume Ier assigne le régiment au « canton d'enrôlement» de Poméranie avec les bureaux dans le XVIIIe siècle: Wollin, Daber, Naugard, des parties de Greifenhagen, Saarzig et Randow (de), les villes sont Pasewalk, Gollnow, Gartz, Treptow, Daber, Fiddichow, des parties d'Uckermünde et Wollin. La réforme de l'armée prussienne met fin au système cantonal par la conscription. Malgré son succès à la bataille de Hohenfriedberg en 1745, le régiment doit être averti par le roi pour alcoolisme excessif. Les crimes de vol sont devenus connus dans le canton peu avant la guerre de Sept Ans.
Le régiment combat sous Frédéric II dans la première et la seconde guerre de Silésie, en 1741 à Glogau, Breslau et la bataille de Mollwitz, en 1744-1745 près de Prague et le 4 juin 1745, à la bataille de Hohenfriedberg, lorsque le 5e régiment de dragons, également connu sous le nom dragons de Bayreuth d'après son commandant de l'époque, le margrave de Bayreuth, capture 67 drapeaux autrichiens, cinq canons et 2500 prisonniers sous les ordres du général von Geßler. Durant la guerre de Sept Ans, le régiment combat à Lobositz (1756), Prague, Pirna et Leuthen (1757), Olmütz (1758), Friedland (1759) et Torgau (1760).
Lors de la guerre de la première coalition contre la République française en 1792, le régiment se déplace vers le sud-ouest et combat dans le nord de la France. Le régiment participe à la bataille de Valmy puis il rejoint le Palatinat et le Bade. 
Pendant la bataille d'Iéna contre l'empereur Napoléon le 14 octobre 1806, il est presque complètement anéanti. Reconstitués, les dragons de la reine combattent dans la campagne d'Allemagne et la campagne de France en 1813-1815 dans les batailles de Ligny, de Waterloo et de Meaux.
Dans la guerre des Duchés en 1864, le régiment est mobilisé et déplacé, mais a peu de contacts avec l'ennemi.
En 1866, dans la guerre austro-prussienne contre l'Autriche, les cuirassiers en Bohême prennent part à la bataille de Sadowa et de Presbourg.

### Guerre franco-prussienne
Dans la campagne contre la France en 1870-1871, le régiment combat le 14 août à Borny-Colombey, et le 18 août à Saint-Privat. Entre le 1er septembre et le 29 octobre 1870, les cuirassiers font partie de l'armée de siège de Metz et Thionville. Cela est suivi de combats à Beaune-la-Rolande, Monnaie, Danzé et les 6 et 7 janvier 1871 à Saint-Amand et Villechauve-Villeporcher.

### Première Guerre mondiale
Le service de la Première Guerre mondiale a lieu la plupart du temps en association avec le 9e régiment d'uhlans (de) dans le 3e brigade de cavalerie/6e division de cavalerie.
- 1914 : Avance à travers la Belgique et combats ultérieurs dans le nord de la France
- 1915 : Bataille d'hiver en Mazurie, combats en Lituanie et en Courlande, bataille pour Schaulen
- 1916 : Guerre de tranchées dans les marais du Pripiat, campagne contre la Roumanie avec prise de Bucarest le 6 décembre
- 1917 : Service de patrouille en Belgique et début de la formation d'infanterie
- 1918 : Reddition des chevaux, conversion en régiment de fusiliers de cavalerie dans l'association des 6e division de fusiliers de cavalerie (de). Batailles défensives en Flandre, avant Cambrai et la position Hermann.

### Après-guerre
Après l'armistice de Compiègne, la marche de retour a lieu, où le régiment est démobilisé et finalement dissous.
La tradition est reprise dans la Reichswehr par le 1er escadron du 6e régiment de cavaliers (de) à Pasewalk, plus tard, par le Panzerbataillon 153, Panzergrenadierbataillone 411 et 412 (na) de la Bundeswehr. Le Panzergrenadierbataillon 411, qui s'inscrit dans la lignée du régiment de cuirassiers, célèbre le « Jour de Hohenfriedberg » à l'occasion de l'anniversaire de la bataille de Hohenfriedberg avec un événement sportif. La caserne dans laquelle se trouve le PzGrenBtl 411 porte le nom de « caserne de cuirassiers » en l'honneur du régiment prussien.

## Commandants

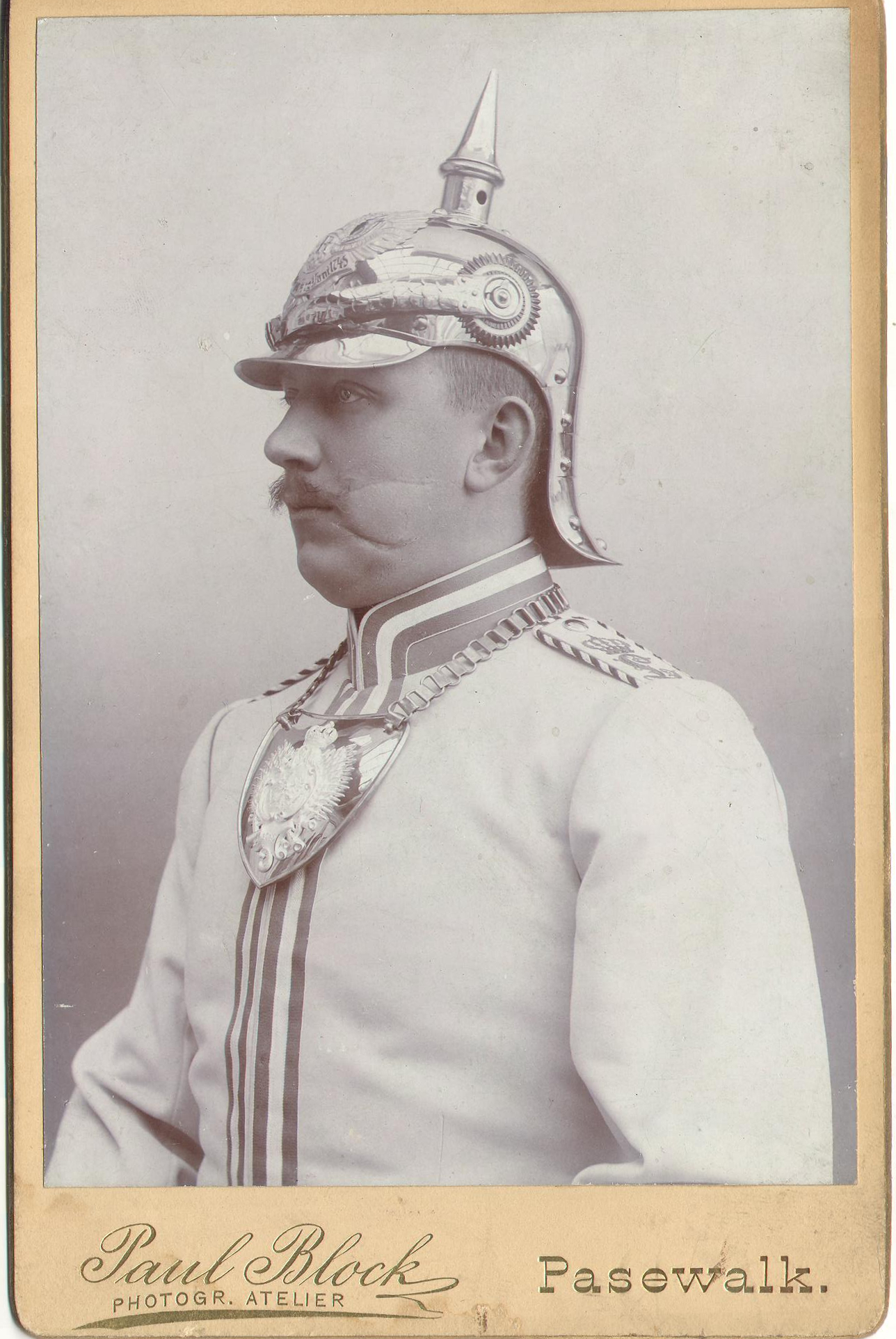
Carte de visite du cuirrasier de Pasewalk "von Stumpfeld" 1899

| Rang                                           | Nom de famille                      | Date                                                    |
| ---------------------------------------------- | ----------------------------------- | ------------------------------------------------------- |
| Oberst                                         | Karl August von Schäffer            | 19 juin 1807                                            |
| Oberstleutnant                                 | Adolf Friedrich von Oppen           | 4 octobre 1808                                          |
| Major                                          | Otto von Brockhusen                 | 1811                                                    |
| Oberstleutnant                                 | Georg von Kameke                    | 1814                                                    |
| Oberstleutnant                                 | Adolph von Kurowski (de)            | 5 mars 1821 au 19 mars 1833                             |
| Oberstleutnant                                 | Georg von Stülpnagel                | 30 mars 1833                                            |
| Oberstleutnant                                 | Wilhelm von Barby (de)              | 7 avril 1842 au 9 janvier 1843 (chargé de la direction) |
| Oberstleutnant / Oberst                        | Wilhelm von Barby                   | 10 janvier 1843 au 12 mai 1848                          |
| Oberstleutnant                                 | Karl von Schwemmler                 | 1848                                                    |
| Oberstleutnant                                 | Wilhelm von Below                   | 1852                                                    |
| Major                                          | Louis von Stößel                    | 1855                                                    |
| Major                                          | Albert von Rheinbaben               | 1857                                                    |
| Oberst                                         | Adalbert von Enckevort              | 1860                                                    |
| Major                                          | Heinrich von Klützow (de)           | 1861                                                    |
| Oberstleutnant                                 | August von Schävenbach              | 1861                                                    |
| Major                                          | Emil von Pfuhl (de)                 | 1867                                                    |
|                                                | Alfred Meyern von Hohenberg         | 1873                                                    |
|                                                | Ludwig von Ostau                    | 1876                                                    |
|                                                | Otto Spies de Büllesheim            | 3 novembre 1881                                         |
| Major / Oberstleutnant / Oberst                | Karl von Rabe (de)                  | 13 mars 1888 au 15 juillet 1891                         |
|                                                | Oldwig de Natzmer                   | 16 juillet 1891                                         |
| Major / à partir de 20 mai 1893 Oberstleutnant | Hermann von Vietinghoff gen. Scheel | 18 octobre 1892                                         |
|                                                | Limbrecht von Schlieffen            | 18 octobre 1895                                         |
| Oberst                                         | Otto von Schwerin (de)              | 15 décembre 1900                                        |

## Uniforme, équipement

### Uniforme de 1914
- Tunique de service en rouleau blanc ou bleu foncé, écusson cramoisi, revers suédois, col rond, boutons argentés, tresses et galons
- Cuirasse de parade (avant et arrière)
- Casque de cuirassier en tombak avec bandeau Hohenfriedberg 4. Juni 1745
- Épaulettes avec le nom « L » sous la couronne
- Particularités : en plus du bandeau sur l'aigle du casque, le régiment a deux grenades en laiton enflammées sur les cartouches, qui lui ont été attribuées par Frédéric II.

Déjà avec l'AKO du 14 février 1907 et  partir de 1909-1910, l'uniforme coloré est remplacé pour la première fois par l'uniforme de service sur le terrain gris (M 1910) à l'occasion de la manœuvre impériale de 1913. L'équipement en cuir et les bottes sont de couleur marron naturel, le casque est recouvert d'un revêtement en tissu appelé roseau. La cartouchière et la cartouche ne sont plus mises pour cet uniforme.

## Galerie

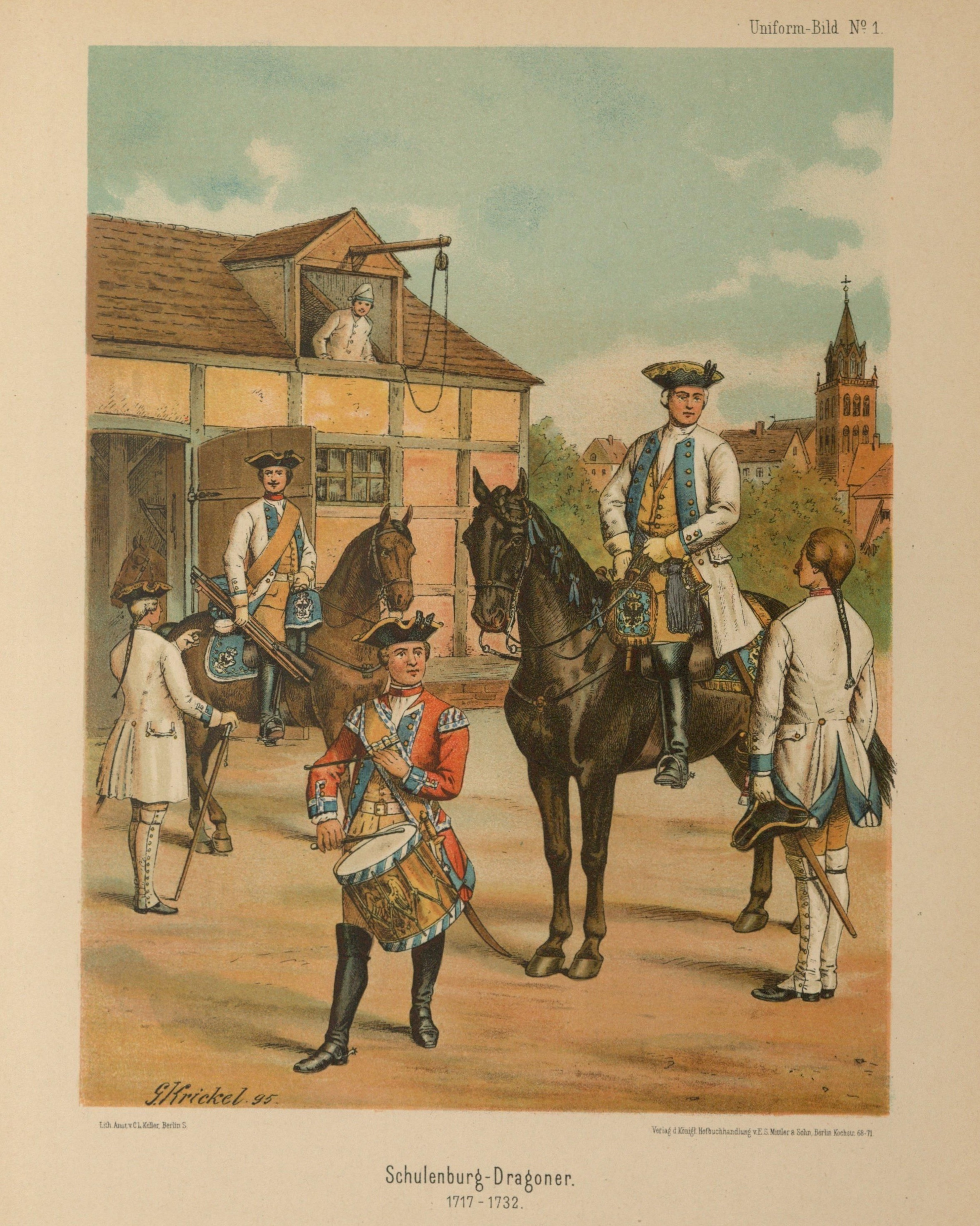
Schulenburg-Dragoner 1717–1732.
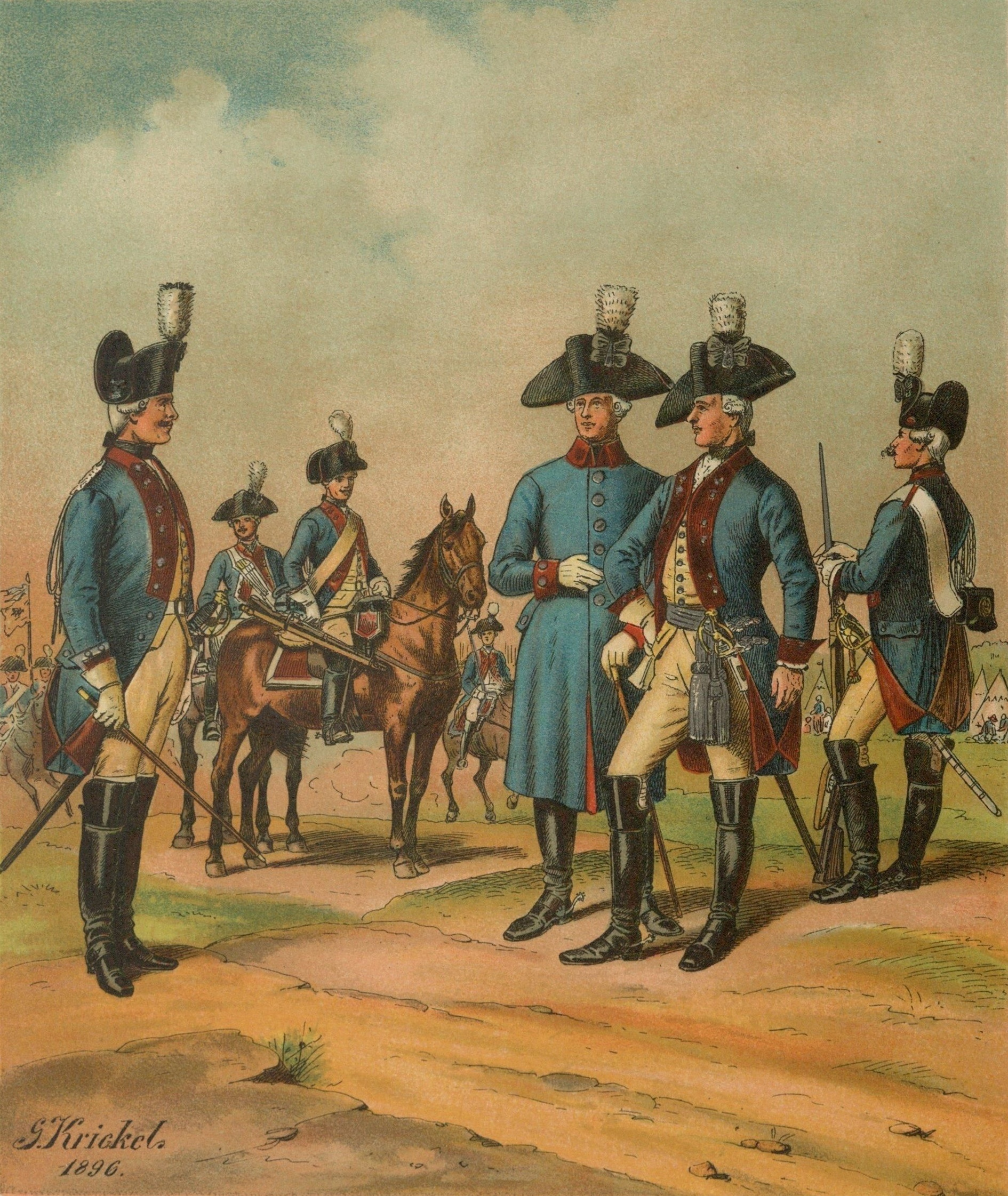
Anspach-Bayreuth-Dragoner 1752–1802.
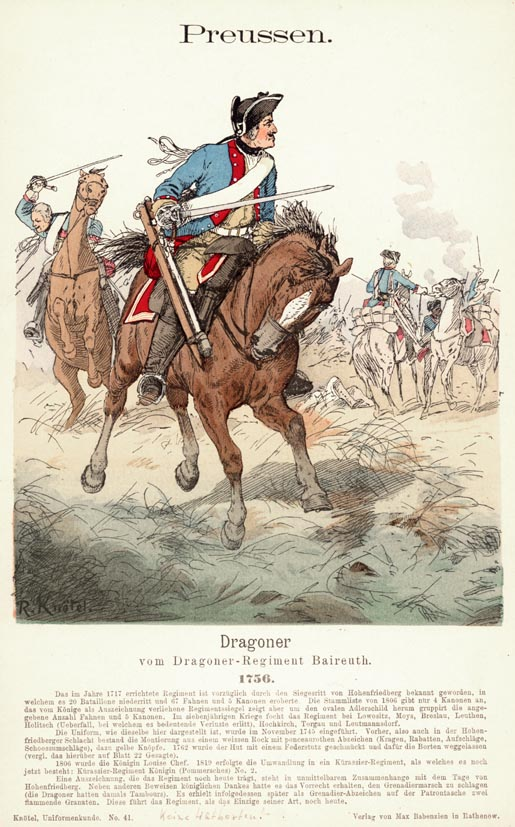
Anspach-Bayreuth-Dragoner 1756 (Richard Knötel).
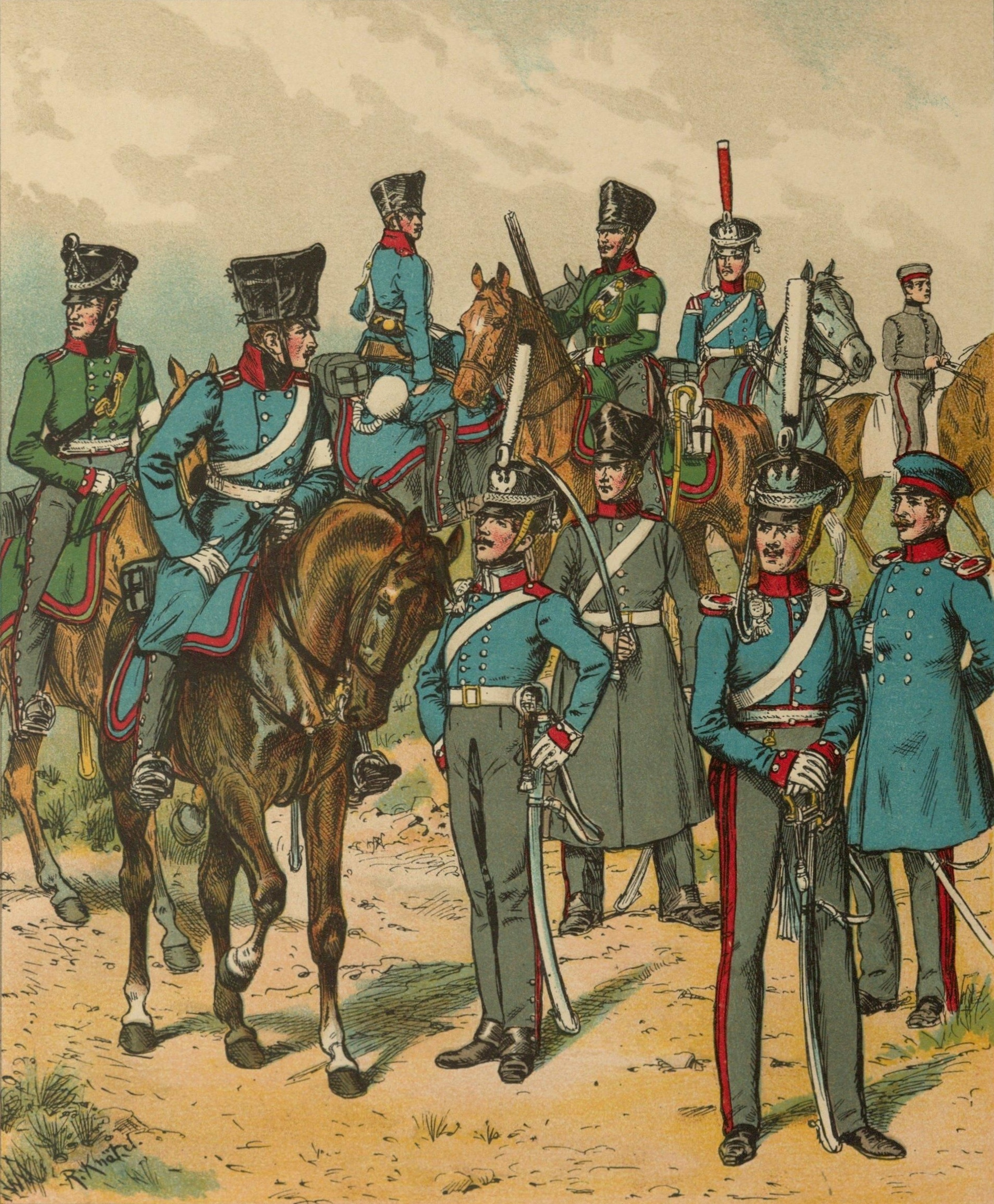
Königin-Dragoner 1813–1819.
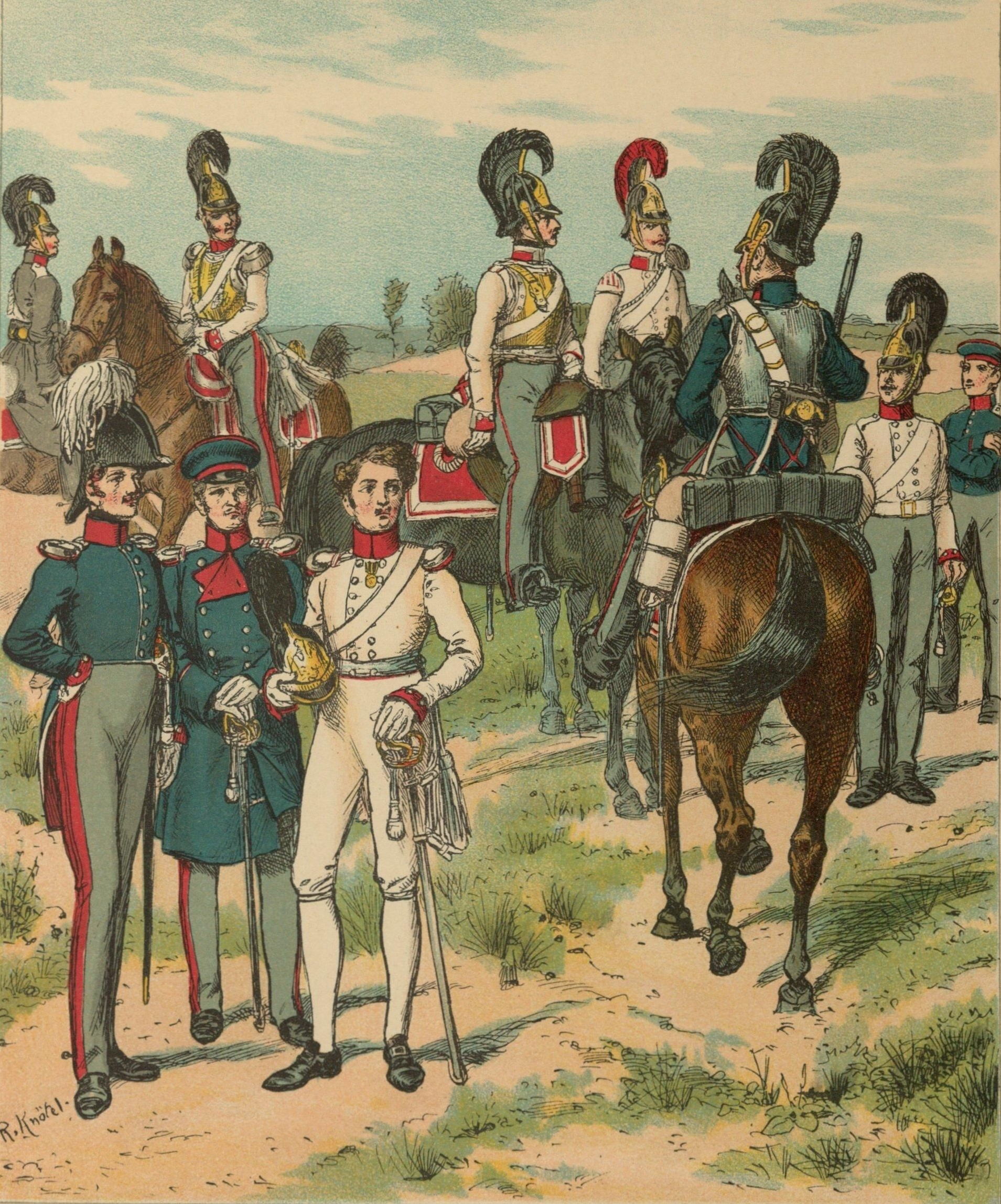
Königin-Kürassiere 1819–1843.
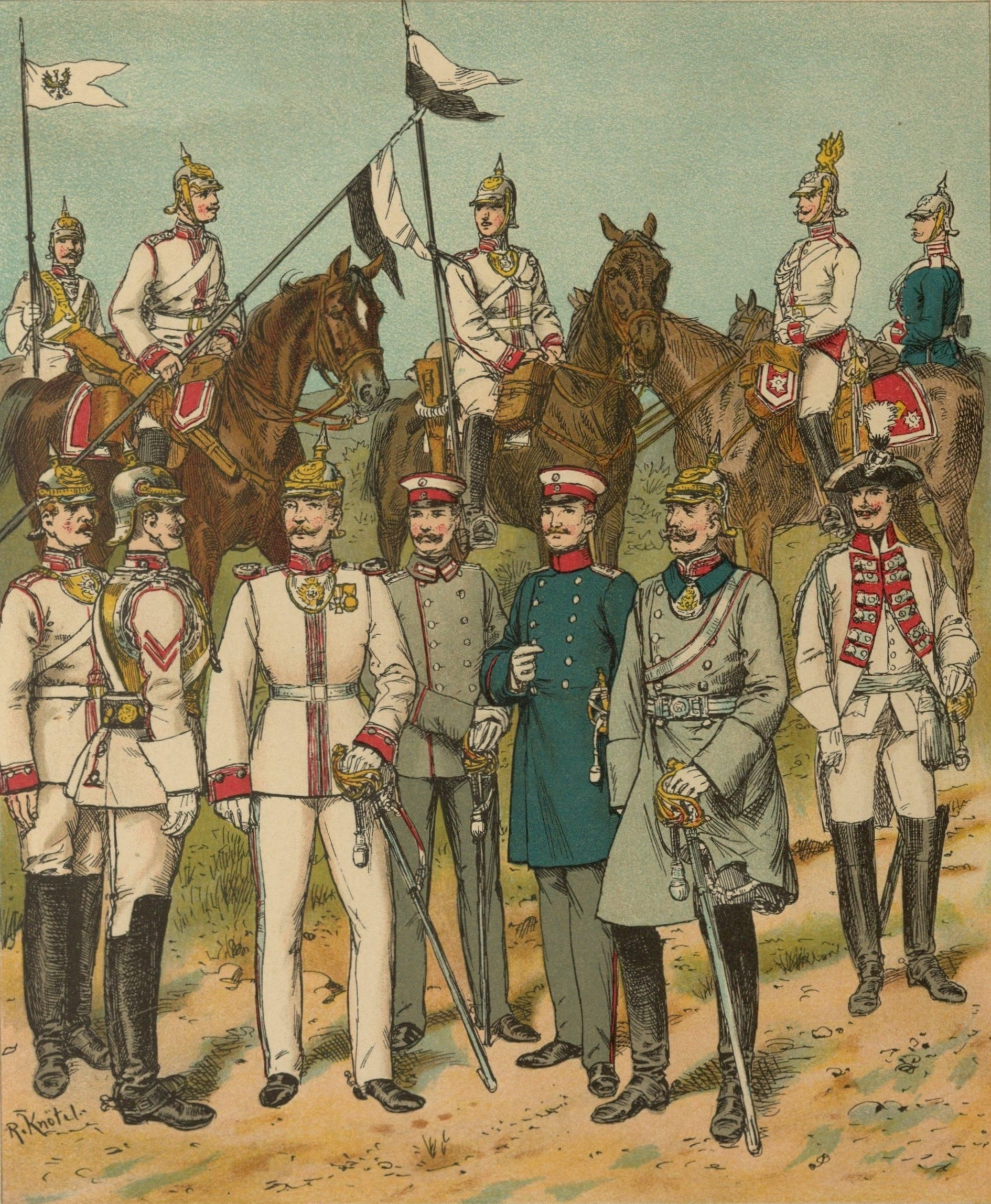
Uniforme en 1888 ( règne de Guillaume II).